# BBH, advokátní kancelář
BBH, advokátní kancelář, s.r.o., krátce BBH, je jedna z největších českých advokátních kanceláří z hlediska tržeb, obratu a zisku, která byla založena v roce 2000 v Praze, přičemž má pobočky také v Moskvě (2006-2017) a v Bratislavě (od roku 2007).

## Historie
Veřejná obchodní společnost byla založena v roce 2000 v Praze pod jménem Brzobohatý Brož & Honsa, v.o.s., reprezentujícím tři zakládající společníky - Tomáše Brzobohatého, Josefa Brože a Františka Honsu. Kromě České republiky poskytovala BBH jakožto první česká kancelář právní služby na území Ruské federace (s pobočkou v Moskvě od roku 2006 do roku 2017) a dále na území Slovenska (s pobočkou v Bratislavě od roku 2007). V roce 2010 kancelář změnila název na BBH. Mezi klienty společnosti patří například PPF.
Celkový počet zaměstnanců BBH přesahuje 120 osob, z čehož je 75 právníků. V současné době je BBH druhou největší českou advokátní kanceláří podle tržeb, obratu a zisku.

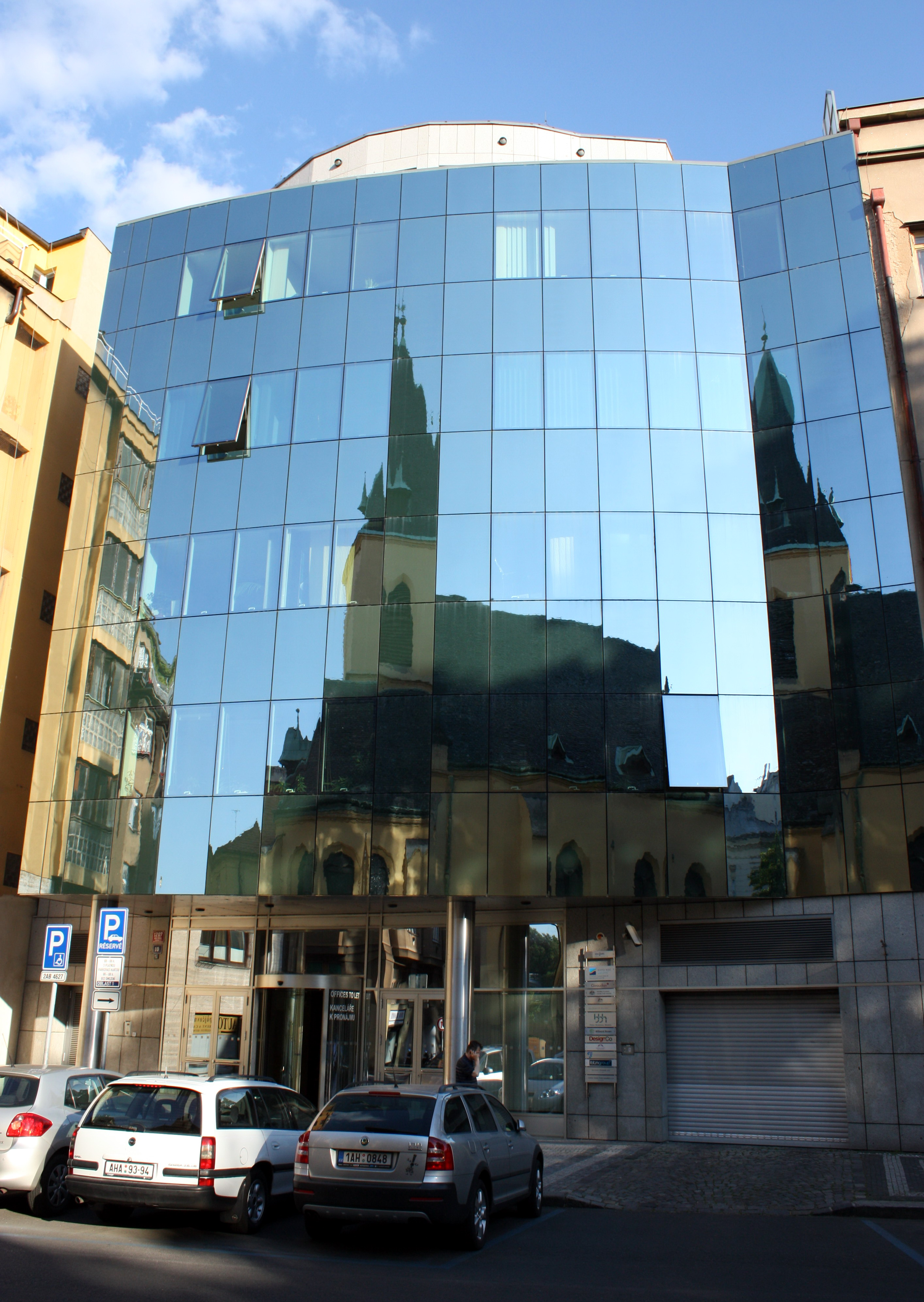
Sídlo společnosti v Praze, Klimentská 10 (v odrazu Kostel sv. Klimenta)

## Specializace
BBH poskytuje právní služby zejména v oblastech
- bankovního, finančního a pojišťovacího práva, kapitálových trhů,
- M&A, korporátního práva. V této oblasti se např. BBH podílela na transakci v níž byl prodán 49% podíl v Generali PPF Holdingu[9]
- soudních sporů, rozhodčího řízení,
- insolvencí a restrukturalizace. V oblasti insolvence a restrukturalizace se BBH podílelo například na insolvenčním řízení společnosti SAZKA, a.s.[10]
- energetického práva.[11]

## Společníci
BBH má v pražské pobočce celkem devět společníků:
- František Honsa vystudoval právo na Právnické fakultě Univerzity Karlovy a dále se specializoval studiem na The George Washington University. V současnosti je rozhodcem a členem předsednictva Rozhodčího soudu při Hospodářské komoře České republiky a Agrární komoře České republiky, dále je členem Londýnského soudu pro mezinárodní arbitráž (LCIA), Mezinárodního rozhodčího soudu Hospodářské komory Rakouska (Internal Arbitral Centre of the Austrian Federal Economic Chamber) a Kárné komise České advokátní komory. Jeho specializací jsou soudní spory, rozhodčí a jiná řízení.[5]
- Robert Klenka je absolventem Právnické fakulty Univerzity Karlovy. V současnosti je rozhodcem Rozhodčího soudu při HK a AK České republiky a členem několika profesionálních organizací právníků v oblasti arbitráží. Jeho specializací jsou soudní spory, rozhodčí a jiná řízení, insolvence a restrukturalizace.[12]
- Petr Mlejnek absolventem Právnické fakultě Univerzity Karlovy[13], na níž pak též přednášel a poskytuje poradenství zejména v oblastech bankovního, finančního a pojišťovacího práva, kapitálových trhů, M&A a korporátního práva.[14]
- Jiří Němec vystudoval právo na Univerzitě Karlově a Univerzitě v Hamburku. Je členem mezinárodní sekce České advokátní komory, členem kontrolní rady České advokátní komory a členem České asociace pro soutěžní právo. Jeho specializací jsou M&A, korporátní právo, soutěžní právo, energetické právo.[15]
- Petr Přecechtěl vystudoval na Právnické fakultě Univerzity Karlovy, kde také přednáší,[13] a na Fakultě mezinárodních vztahů VŠE. Jeho specializací je bankovní, finanční a pojišťovací právo, kapitálové trhy, M&A, korporátní právo, insolvence a restrukturalizace.[16]
- Tomáš Sedláček je absolventem Právnické fakulty Masarykovy univerzity, přičemž v současnosti přednáší na Právnické fakultě Univerzity Karlovy.[13] Jeho specializací je bankovní, finanční a pojišťovací právo, kapitálové trhy, M&A, korporátní právo.[17]
- Vladimír Uhde vystudoval Právnickou fakultu Univerzity Karlovy. Je rozhodcem Rozhodčího soudu při Hospodářské komoře České republiky a Agrární komoře České republiky a je členem Young International Arbitration Group Londýnského soudu pro mezinárodní arbitráž. Specializuje se na oblast M&A, korporátní právo, soudní spory, rozhodčí a jiná řízení a energetické právo.[18]
- Kateřina Winterling Vorlíčková je absolventkou Právnické fakulty Západočeské univerzity v Plzni a specializuje se na oblast M&A transakcí a korporátního práva.[19]
- Tomáš Politzer vystudoval Právnickou fakultu Univerzity Karlovy v Praze a zaměřuje se na oblast soudních a rozhodčích řízení, je rovněž rozhodcem Rozhodčího soudu při Hospodářské komoře České republiky a Agrární komoře České republiky.[20]

Tomáš Brzobohatý přestal být společníkem v roce 2004, Josef Brož v roce 2007, Tomáš Otruba v roce 2015.